# Église de la Nativité-de-la-Vierge de Girgols
Pour les articles homonymes, voir église de la Nativité de la Vierge.
L'église de la Nativité-de-la-Vierge est une église située en France sur la commune de Girgols (Cantal), en région Auvergne-Rhône-Alpes.

## Historique
L’édifice, probablement construit au XIe siècle, a vu sa nef remaniée ultérieurement. Au XIXe siècle, la voûte romane de la nef a été remplacée par une voûte d’ogives. Des traces de polychromie subsistent dans les combles sur les vestiges de l’arc triomphal.

### Protection
L'église est classée au titre des monuments historiques par arrêté du 21 septembre 1982.

## Description
L’église comprend un chœur à abside semi-circulaire à l’intérieur et à chevet plat à l’extérieur, ainsi qu’une nef de trois travées.
Trois objets sont répertoriés dans la base Palissy : un bénitier, une ancienne cuve baptismale et un plat de quête.